# 초기 이더넷 표준 목록
초기 이더넷 표준은 최대 처리량이 10 Mbit/s였다. 10BASE-X에서 10은 최대 처리량 10 Mbit/s를 나타내고, BASE는 기저 대역 전송을 사용함을 나타내며, X는 사용된 매체 유형을 나타낸다. 클래식 이더넷에는 동축 케이블, 트위스트 페어 및 광학 변형이 포함된다. 첫 번째 이더넷 표준은 1983년에 발표되었고, 10 Mbit/s에서 작동하는 클래식 이더넷은 고속 이더넷에 대한 첫 번째 표준이 1995년에 승인될 때까지 이더넷의 지배적인 형태였다.

## 종류
| 이름                                                                                                  | 표준                  | 상태         | 매체              | 커넥터              | 송수신기 모듈 | 도달 거리 (m) | # Media (⇆) | # Lambdas (→) | # Lanes (→) | 비고 |
| --- | --------------------- | ------------ | ----------------- | ------------------- | ------------- | ------------- | ----------- | ------------- | ----------- | --- |
| 클래식 동축 이더넷 - (데이터 속도: 10 Mbit/s - 라인 코드: PE - 라인 속도: 20 MBd - 전이중 / 반이중)   |                       |              |                   |                     |               |               |             |               |             | |
| 10BASE5 두꺼운 이더넷 DIX 표준                                                                        | 802.3-1983 (CL8)      | 구식 09/2003 | 동축 RG-8 (50 Ω)  | AUI, N, Vampire tap | MAU           | 500           | 1           | N/A           | 1           | LAN; 원본 표준; 충돌 감지를 포함하는 전기 버스 토폴로지; 단일 동축 케이블을 사용하여 케이블에 구멍을 뚫어 코어와 차폐에 연결함으로써 말 그대로 연결을 탭함.                                      |
| 10BASE2 얇은 이더넷 ThinNet Cheapernet                                                                | 802.3a-1988 (CL10)    | 구식 09/2011 | 동축 RG-58 (50 Ω) | BNC, EAD/TAE-E      | MAU           | 185           | 1           | N/A           | 1           | LAN; 1980년대 중반부터 후반까지 지배적인 표준; 충돌 감지를 포함하는 전기 버스 토폴로지; 동축 케이블이 장치들을 연결하며, 각 장치는 T-커넥터를 사용하여 NIC에 연결함. 각 끝에 종단 장치가 필요함. |
| 클래식 광섬유 이더넷 - (데이터 속도: 10 Mbit/s - 라인 코드: PE - 라인 속도: 20 MBd - 전이중 / 반이중) |                       |              |                   |                     |               |               |             |               |             | |
| FOIRL                                                                                                 | 802.3d-1987 (CL9.9)   | 대체됨       | 광섬유 850 nm     | ST                  | MAU           | OF: 1k        | 2           | 1             | 1           | 광섬유를 통한 이더넷의 원본 표준; 감쇠 4 dB/km, 대역폭 최소 150 MHz의 모든 광섬유 사용; 10BASE-FL로 대체됨                                                                                       |
| 10BASE-FL                                                                                             | 802.3j-1993 (CL15/18) | 대부분 구식  | 광섬유 850 nm     | ST                  | MAU           | FDDI: 2k      | 2           | 1             | 1           | 노드 |
| 10BASE-FB                                                                                             | 802.3j-1993 (CL15/17) | 대부분 구식  | 광섬유 850 nm     | ST                  | MAU           | FDDI: 2k      | 2           | 1             | 1           | 동기식 인터-중계기 연결 |
| 10BASE-FP                                                                                             | 802.3j-1993 (CL15/16) | 구식         | 광섬유 850 nm     | ST                  | MAU           | FDDI: 1k      | 2           | 1             | 1           | 수동형, 리피터 없는 스타 네트워크; 시장 실패, 구현된 적 없음 |

## 광섬유 기반 표준 (10BASE-F)
10BASE-F 또는 때로는 10BASE-FX는 광케이블을 사용하는 10 Mbit/s 이더넷 표준 제품군에 대한 일반적인 용어이다. 10BASE-F에서 10은 최대 처리량 10 Mbit/s를 나타내고, BASE는 기저 대역 전송을 사용함을 나타내며, F는 광섬유 케이블 매체에 의존함을 나타낸다. 기술 표준은 62.5/125 μm 멀티모드 광섬유 두 가닥을 필요로 한다. 한 가닥은 데이터 전송에 사용되고 다른 한 가닥은 수신에 사용되어 10BASE-F는 전이중 기술이다. 10BASE-F에는 10BASE-FL, 10BASE-FB, 10BASE-FP의 세 가지 변형이 있다. 이 중에서 10BASE-FL만이 널리 사용되었다. 이후 표준이 도입되면서 10 Mbit/s 기술은 더 빠른 고속 이더넷, 기가비트 이더넷 및 100기가비트 이더넷 표준으로 대부분 대체되었다.

### FOIRL
광섬유 중계기 간 링크 (FOIRL)는 광섬유를 통한 이더넷의 사양이다. 중계기 허브 사이의 백투백 전송으로 특별히 설계되어 지연 시간과 충돌 감지 시간을 줄여 네트워크 반경을 늘릴 수 있었다. 이는 10BASE-FL로 대체되었다.

### 10BASE-FL
10BASE-FL은 광섬유를 통한 이더넷의 가장 일반적으로 사용되는 10BASE-F 사양이다. 10BASE-FL에서 FL은 광섬유 링크를 의미한다. 이는 원래의 광섬유 중계기 간 링크 (FOIRL) 사양을 대체하지만, FOIRL 기반 장비와의 호환성을 유지한다. FOIRL 장비와 혼합하여 사용할 경우, 최대 세그먼트 길이는 FOIRL의 1000미터로 제한된다.

### 10BASE-FB
10BASE-FB는 이더넷 허브를 연결하는 데 사용되는 네트워크 세그먼트이다. 여기서 FB는 파이버 백본을 축약한 것이다. 10BASE-FB의 동기 작동으로 인해 이더넷 중계기와 일반적으로 관련된 지연이 줄어들어, 충돌 감지 메커니즘을 손상시키지 않고 세그먼트 거리를 확장할 수 있다. 10BASE-FB의 최대 허용 세그먼트 길이는 2000미터이다. 이 미디어 시스템은 여러 반이중 이더넷 신호 중계기를 직렬로 연결하여 주어진 10 Mbit/s 이더넷 시스템에서 사용할 수 있는 총 중계기 수의 제한을 초과할 수 있게 했다. 10BASE-FB 링크는 동기 신호 중계기 허브에 연결되어 허브들을 반이중 중계 백본 시스템으로 연결하여 더 먼 거리를 포괄할 수 있도록 사용되었다.

### 10BASE-FP
10BASE-FP에서 FP는 광섬유 패시브를 의미한다. 이 변형은 최대 33개의 장치를 연결할 수 있는 비전력 광 신호 커플러를 요구하며, 각 세그먼트 길이는 최대 500 m이다. 이는 신호 커플러를 중심으로 스타 네트워크를 형성했다. 이 표준을 구현하는 LAN은 고속 LAN (FDDI 등)을 백본으로 하는 전광섬유 계층형 통합 LAN을 구축하기 위한 분기 LAN으로 적용되었다.

## 같이 보기
- 10BASE-T